# Uddevallabron
Die Uddevallabron ist eine zweihüftige Schrägseilbrücke in der Nähe der schwedischen Stadt Uddevalla. Sie überspannt einen Seitenarm des Sunningesunds, der die Insel Orust vom Festland trennt. Die Autobahnbrücke an der Westküste Schwedens wurde infolge einer Neutrassierung der Europastraße 6 erbaut, welche als Ortsumfahrung die Stadt Uddevalla entlastet und gleichzeitig die Fahrtroute um 12,8 Kilometer verkürzt. Mit 1712 Metern Länge ist sie die längste Schrägseilbrücke, die sich vollständig auf schwedischem Gebiet befindet und nach der Öresundbrücke die zweitlängste Autobahnbrücke im Land.

## Technik
Den Auftrag für den konstruktiven Ingenieurbau erhielten das norwegische Unternehmen Johs Holt AS und die schwedische Skanska Teknik AB. Skanska war als Generalbauunternehmer tätig und beschäftigte mehrere Subunternehmer. Für die Kabel waren die Alpin Technik und Ingenieurservice GmbH sowie VSL International zuständig, Mageba für die Brückenlager und Peri für Schalung und Gerüste.
Die Zufahrtsrampen zur Hauptbrücke wurden mittels Taktschiebeverfahren errichtet. Nach dem Einschub der Brücke wurden die Taktschiebelager durch kleinere Anpassungen in permanente Brückenlager umgebaut. Die vertikalen Auflasten der Brückenlager bewegen sich zwischen 5.500 kN und 15.300 kN. Die Horizontalkräfte betragen 1.900 kN.

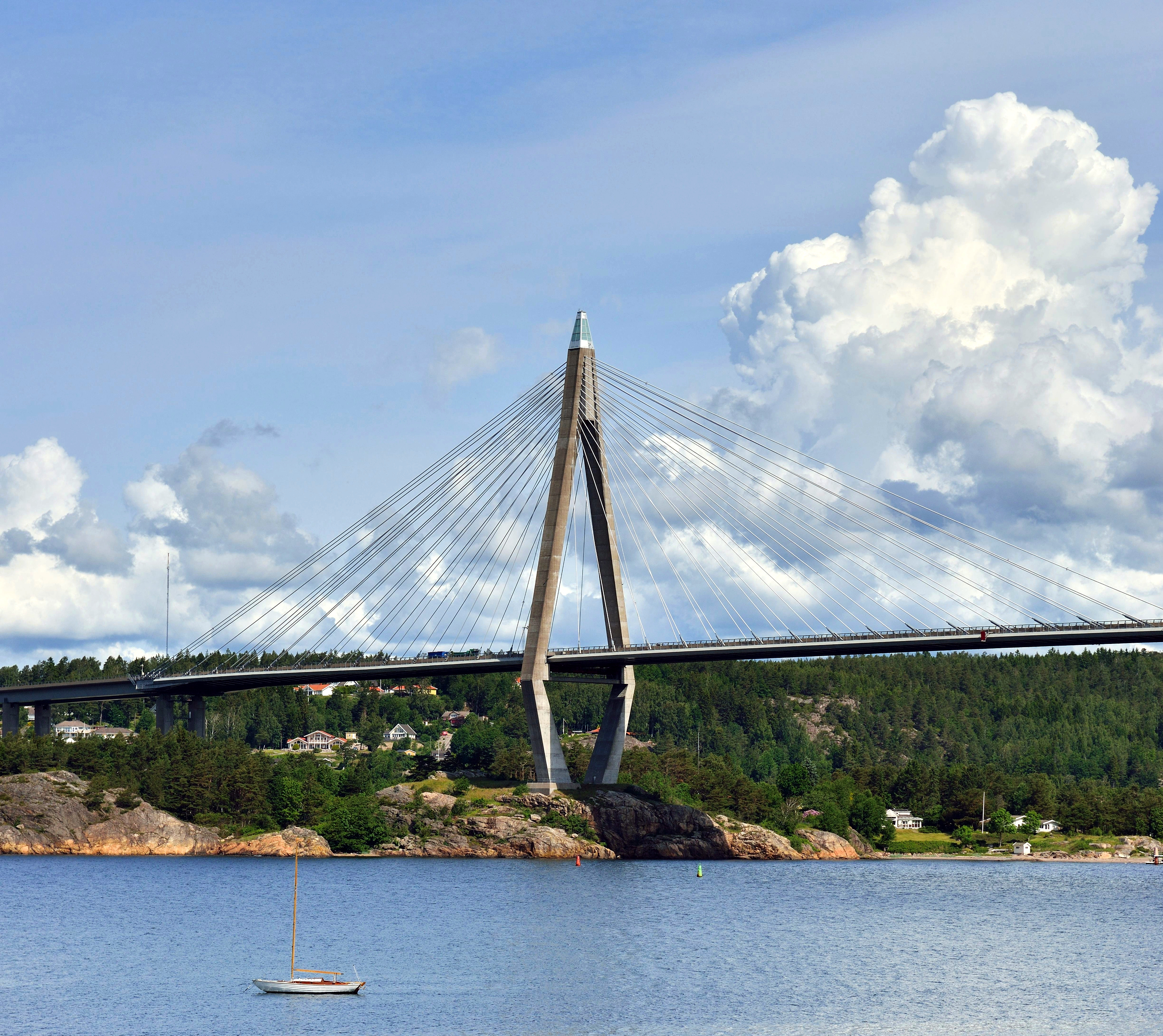
Detailansicht des Nordpylons

Die Seilträger bestehen aus Stahl, der Fahrbahnträger und die Pylone aus bewehrtem Beton. Die beiden Pylone nehmen die Traglast jeweils zweihüftig durch die in Fächerform montierten Stahlseile auf. Insgesamt 9.000 Tonnen Stahl und 35.000 Kubikmeter Beton wurden für die Uddevallabrücke verbaut. Das Brückenbauwerk und seine Anbindung kosteten im Jahr 2000 rund 900 Millionen Schwedische Kronen, was einem Kaufkraftwert von rund 100 Millionen Euro entsprach.
In der Vergangenheit musste die Brücke vereinzelt wegen in den Schrägseilen festgesetztem Eis gesperrt werden. Es wurde ein Verfahren untersucht, die Seile mittels elektrischer Impulse zu enteisen. Dieses stellte sich aber als zu teuer heraus. Insgesamt sei das aber ein zu vernachlässigendes Problem, wie die schwedische Straßenverwaltung mitteilte, da die Verfügbarkeit der Brücke bei nahezu 100 Prozent läge.

## Eckdaten
Die längste Stützweite der insgesamt 1712 Meter langen Brücke beträgt 414 Meter. Die beiden rhombischen A-Pylone ragen 149 Meter in die Höhe. Die beiden Betonpylone sind mit metallenen Pyramidenstümpfen abgeschlossen, in welchen sich die Flugbefeuerung befindet. Die lichte Höhe beträgt 51 Meter.